# Pixel 8

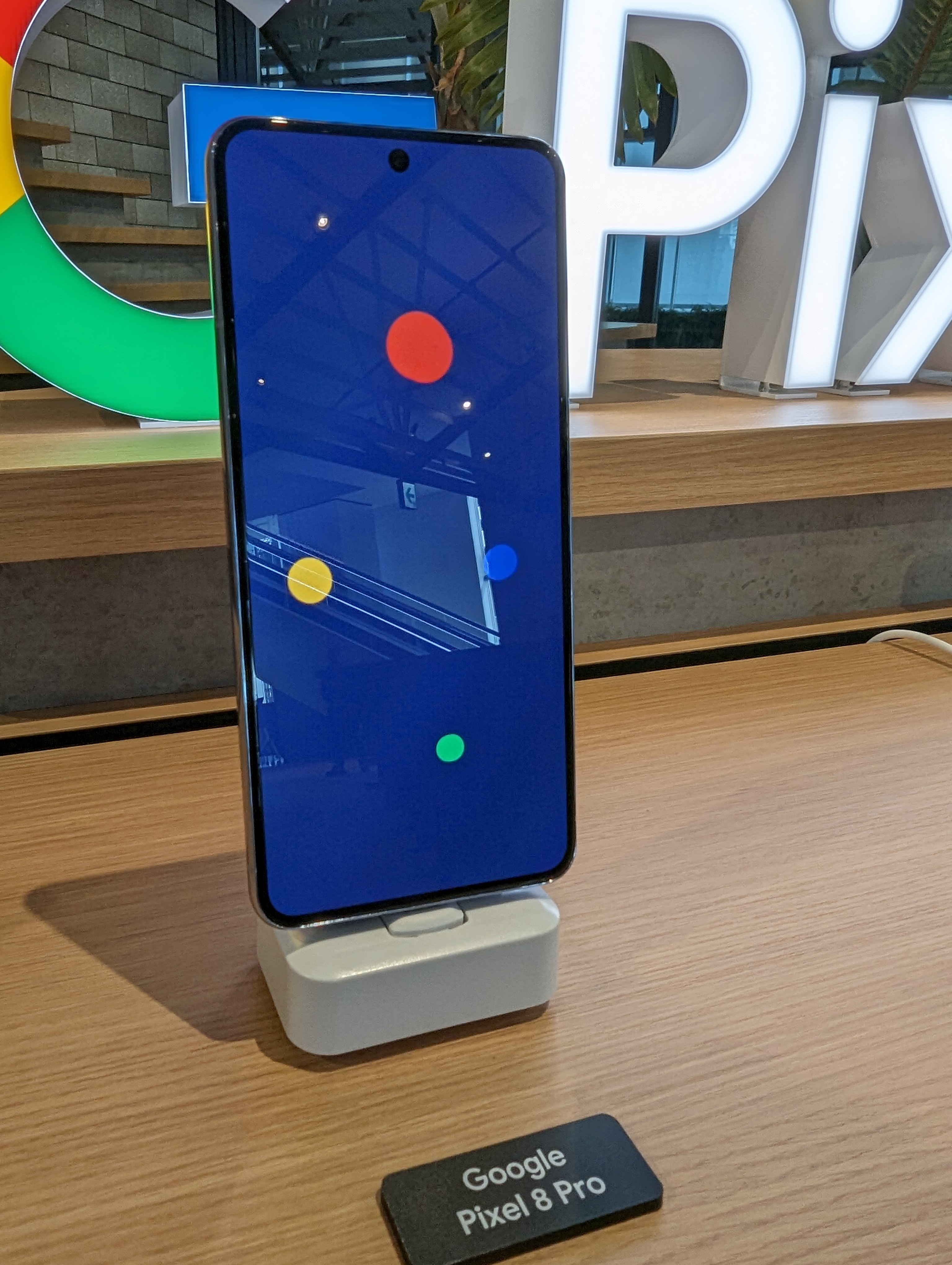
Pixel 8 Pro

Pixel 8及Pixel 8 Pro是由Google发布的Android智能手机，为Pixel 7系列的后继机型。Google在2023年10月4日进行的Made by Google线下发布会中正式发布该机型，并在同日开放预售。

## 硬件
Pixel 8搭載的是Google Tensor G3處理器。Pixel 8 Pro的后置摄像头附近还配备了温度传感器。

## 軟件
Pixel 8和Pixel 8 Pro发布时预装的是Android 14。該手機将获得至少七年的操作系统更新，支持期限延长至2030年，这使得Pixel的支持期限与苹果的iPhone的支持期限相当。Wired指出，这可能与加州推出的维修权法案有关，该法案要求手機品牌公司要为价格在100美元或以上的设备提供至少七年的支持。